# Inês Faria
Inês Faria, (nacida Maria Inês Coutinho Faria, Lisboa, Portugal) es una actriz portuguesa.

## Biografía

### Primeros años
Nacida en Lisboa, Portugal, hija de padre brasileño y madre portuguesa, Inês mostró un interés temprano en el campo artístico. Terminó estudiando Ingeniería Medioambiental en el Instituto Superior Técnico de Lisboa, pero después de obtener su grado escogió perseguir su carrera en interpretación. Ella entonces se mudó a Los Ángeles, EE. UU., donde estudió interpretación.

### Carrera
Inês hizo su primera aparición en la televisión portuguesa en la telenovela  "Meu Amor", TVI, en 2010. Regresó a Portugal, después de estudiar en Los Ángeles, y protagonizó como Carolina la serie de televisión "A Vida Também é Isto", retransmitido por el Canal SIC Radical y en una gran cantidad de anuncios comerciales de las conocidas marcas Continente y Worten. Inês presentó el Festival de cine Internacional, FESTin, en 2013, donde ella también hizo su debut como productora asociada del documental "Sem Anos de Sólidoão". En 2014 regrese a Los Ángeles para continuar estudiando, este tiempo en la Ivana Chubbuck Estudio. Volvió a Lisboa a anfitrión el Festival de cine Internacional, FESTin 2014, donde ella rindió tributo al fallecido actor José Wilker y compartió escenario con la actriz Regina Duarte. Inês también protagonizó la ceremonia de encierro del festival y entregó los trofeos a los ganadores. Es una de las actrices portuguesas que formaron parte del elenco en el largometraje internacional, "Streaming", que se estrenará en 2016.

## Vida personal
Inês habla tres idiomas con fluidez: portugués, inglés y español. Es vegetariana y activista por los derechos de los animales. 